# Шампионат Кариба
Шампионат Кариба (енгл. CFU Championship или енгл. CFU Nations Cup, шп. Copa de Naciones de la CFU) је био фудбалски турнир за тимове на подручју Кариба у периоду од 1978 до 1988. године. Овај турнир је био претеча Карипског купа.

## Историја
Шампионат Кариба је покренут од стране Фудбалског савеза Кариба 1978. године. Прво, у квалификационим рундама, тимови су се борили за прва четири места и тиме би се пласирали на завршни турнир. Те прве године на завршни турнир пласирале су се екипе Антигве и Барбуде, Хаитија, Суринама и Тринидада и Тобага. Прве утакмице одигране су на стадионима Тринидада и Тобага, где је четворка по кружном систему добила шампиона. Први турнир освојила је репрезентација Суринама.
Године 1988. одржано је последње 6. првенство..
Потом су од 1989. регионални тимови почели да се такмиче за Куп Кариба.

## Одржани шампионати
| Шампионат Кариба | Шампионат Кариба  | Шампионат Кариба  | Шампионат Кариба         | Шампионат Кариба  | Шампионат Кариба  | Шампионат Кариба |
| ---------------- | ----------------- | ----------------- | ------------------------ | ----------------- | ----------------- | ---------------- |
| Година           | Домаћин           |                   | Коначни пласман          | Коначни пласман   | Коначни пласман   | Коначни пласман  |
| Година           | Домаћин           | Шампион           | Другопласирани           | Треће место       | Четврто место     |                  |
| 1978 Детаљи      | Тринидад и Тобаго | Суринам           | Тринидад и Тобаго        | Хаити             | Антигва и Барбуда |                  |
| 1979 Детаљи      | Суринам           | Хаити             | Сент Винсент и Гренадини | Суринам           | Тринидад и Тобаго |                  |
| 1981 Детаљи      | Порторико         | Тринидад и Тобаго | Сент Винсент и Гренадини | Гваделуп          | Порторико         |                  |
| 1983 Детаљи      | Француска Гвајана | Мартиник          | Тринидад и Тобаго        | Француска Гвајана | Антигва и Барбуда |                  |
| 1985 Детаљи      | Барбадос          | Мартиник          | Барбадос                 | Гваделуп          | Суринам           |                  |
| 1988 Детаљи      | Мартиник          | Тринидад и Тобаго | Антигва и Барбуда        | Мартиник          | Гваделуп          |                  |

## Шампиони
| Репрезентација    | Шампион  | Година     |
| ----------------- | -------- | ---------- |
| Мартиник          | Два пута | 1983, 1985 |
| Тринидад и Тобаго | Два пута | 1981, 1988 |
| Суринам           | Једанпут | 1978       |
| Хаити             | Једанпут | 1979       |

### Резултати по државама
| Држава                   | Број титула | 2. позиција | 3. позиција |
| ------------------------ | ----------- | ----------- | ----------- |
| Мартиник                 | 2           | 0           | 1           |
| Тринидад и Тобаго        | 2           | 2           | 1           |
| Суринам                  | 1           | 0           | 2           |
| Хаити                    | 1           | 0           | 1           |
| Сент Винсент и Гренадини | 0           | 2           | 0           |
| Барбадос                 | 0           | 1           | 0           |
| Антигва и Барбуда        | 0           | 1           | 0           |
| Француска Гвајана        | 0           | 0           | 1           |
| Гваделуп                 | 0           | 0           | 1           |